# Dubislaw von Platen
Pour les articles homonymes, voir Von Platen.
Dubislaw Friedrich von Platen (né le 23 août 1714 et mort le 7 juin 1787) est un officier prussien, plus récemment général de cavalerie et gouverneur de Königsberg et chevalier de l'Ordre de Saint-Jean et de l'ordre de l'Aigle noir.

## Biographie
Issu de la famille von Platen, il est le fils du général Hans Friedrich von Platen (né le 21 janvier 1668 et mort le 17 mai 1743) et Hypolita Juliane von Podewils. Le général prussien Leopold Johann von Platen (de) (mort le 11 décembre 1780) est son frère cadet.
Dès le 5 juin 1723, à la demande de son père, le roi Frédéric-Guillaume Ier le nomme cornette et le 18 août 1729, il est nommé sous-lieutenant. Le 7 juillet 1730, il devient premier lieutenant. Le 11 août 1736, il reçoit sa propre compagnie dans le 4e régiment de cuirassiers "Geßler". La même année, le 17 août, il est fait chevalier de l'ordre de Saint-Jean à Sonnenburg par le maître du bailliage de Saint-Jean de Brandebourg, le margrave Charles-Frédéric-Albert de Brandebourg-Schwedt. Il a été désigné pour la commanderie de Werben.
Au début de la première guerre de Silésie, il est Rittmeister. Son régiment est arrivé trop tard pour la bataille de Mollwitz, mais en 1742, il participe à la bataille de Chotusitz. Pour son engagement dans la retraite de Camenz, il reçoit le Pour le Mérite et est également promu major. En 1744, il combat en Bohême et en Moravie. Le 22 mai 1747, il devient lieutenant-colonel et en 1752, second commandant du 1er régiment de dragons « Normann (de) ».
En 1756, pendant la guerre de Sept Ans, le régiment se rend en Saxe. Platen reçoit le 4 mars 1757 le 8e régiment de dragons "Langermann" et est promu général de division. Le 15 avril 1757, il combat à Groß-Jägersdorf. Après cela, le régiment fut transféré en Poméranie contre les Suédois et y combattit près de Stralsund. Au début de 1758, il est transféré en Poméranie, où il est engagé contre les Russes jusqu'en juin. Il combat le 25 août à la bataille de Zorndorf, où deux de ses fils sont tués. Après le retrait des Russes, le régiment chasse les garnisons laissées derrière lui des villes poméraniennes occupées comme Gollnow et Greifenberg. Il est ensuite reparti contre les Suédois, occupant en décembre Prenzlau et Pasewalk avec son régiment. Le 17 janvier 1759, il participe à la prise de Demmin (de), puis est à nouveau engagé contre les Russes dans la région de Stolp.

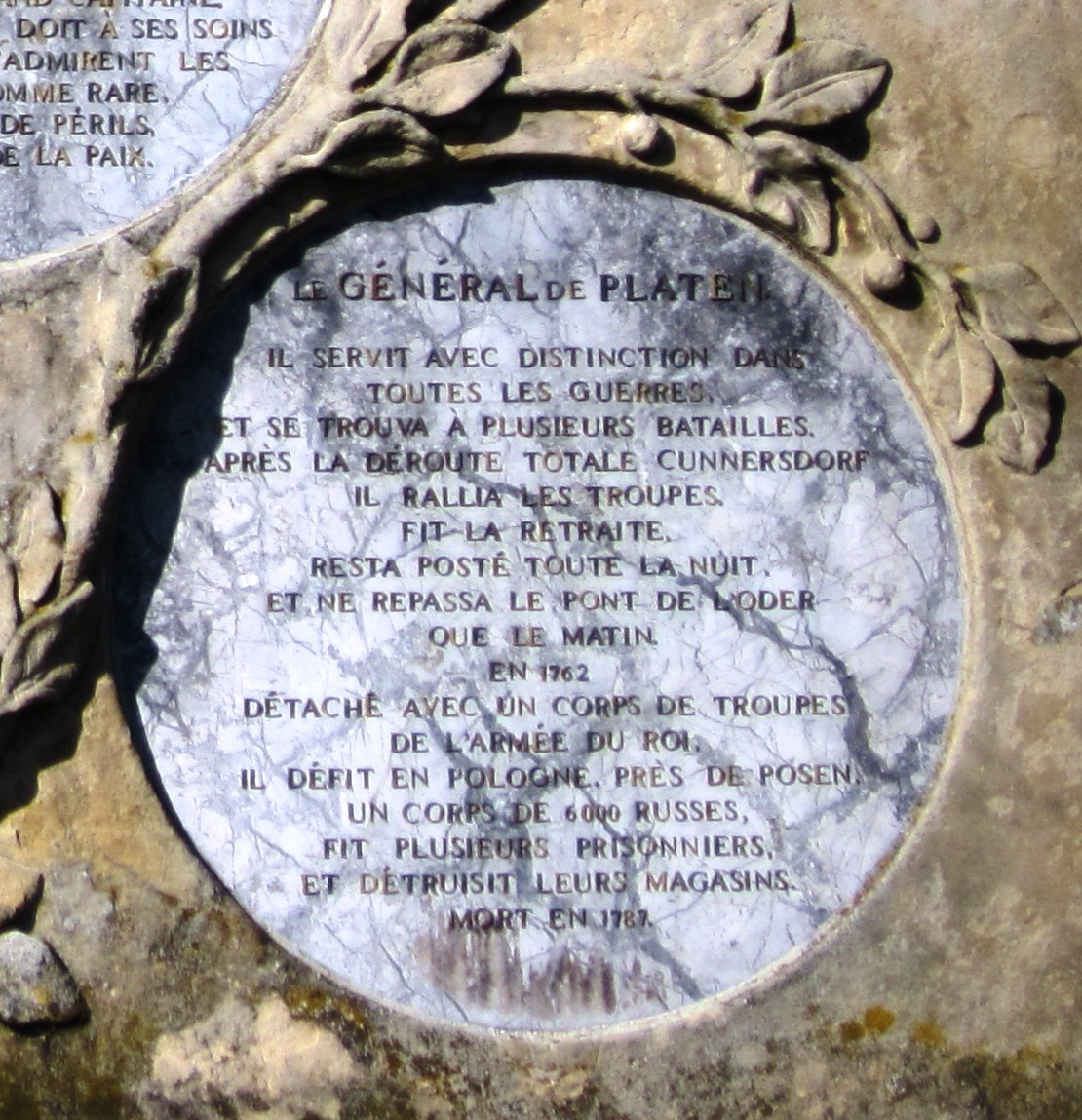
Plaque d'honneur pour Platen sur l'obélisque de Rheinsberg

Le 12 mai 1759, Platen est promu lieutenant général et reçoit le commandement de la cavalerie de l'armée du prince Henri en Saxe. Celui-ci l'envoie dans la région de Bamberg, d'où il rejoint l'armée du roi et participe à la bataille de Kunersdorf. En mai 1760, il fut envoyé en Poméranie et dans la Nouvelle-Marche avec le général Friedrich Wilhelm Quirin von Forcade afin d'endiguer les avancées du général Tottleben, ce qui réussit. Il est ensuite ordonné de se rendre à Landsberg-sur-la-Warthe pour empêcher les Russes et les Autrichiens de menacer la Silésie et Breslau. En octobre 1760, les Russes de Tottleben et de Tchernychev ont pu occuper temporairement Berlin avec les Autrichiens de Lacy.
Après la retraite des Russes, il rejoint l'armée du roi et combat à la bataille de Torgau le 3 novembre. Le 10 septembre 1761, il marche avec une armée vers la Pologne pour attaquer le ravitaillement russe. Il détruit le magasin de Köblin. Le 15 septembre, il rencontre près du monastère de Göstin un grand convoi russe de 5000 voitures et 4000 hommes de garde. Avec les bataillons "von Rothenburg", "von Arnim", "Görne" et "von Wunsch", il peut s'emparer du convoi. Il occupe ensuite encore le grand magasin de Göstin et poursuit sa marche vers Posen, où il s'empare également d'un magasin le 17 septembre.
Entre-temps, les Russes ont réussi à s'emparer de Landsberg, il doit donc y retourner. Le pont sur la Warta étant détruit, sa troupe traverse la rivière à l'aide de pontons et de radeaux. Près de Körlin, il peut reprendre aux Russes le 30 septembre les remparts sur la Persante, faisant 200 prisonniers. De là, il longe la Persante pour atteindre la forteresse assiégée de Colberg. Le général russe Romanzow tente de l'arrêter près du village de Spie, mais malgré un combat de trois heures, il n'y parvient pas.
Le 17 octobre, il tente de percer avec 5500 hommes jusqu'à Gollnow pour s'y ravitailler. Le général russe Wilhelm von Fermor l'affronte au pont de l'Ihna (de), où un duel d'artillerie a lieu. Finalement, la forteresse de Colberg doit capituler le 16 décembre 1761.
Platen retourne en Saxe en janvier 1762 pour rejoindre l'armée du prince Henri. Son régiment est stationné à Pegau et à Zeitz et ne participe pas aux combats de l'année.

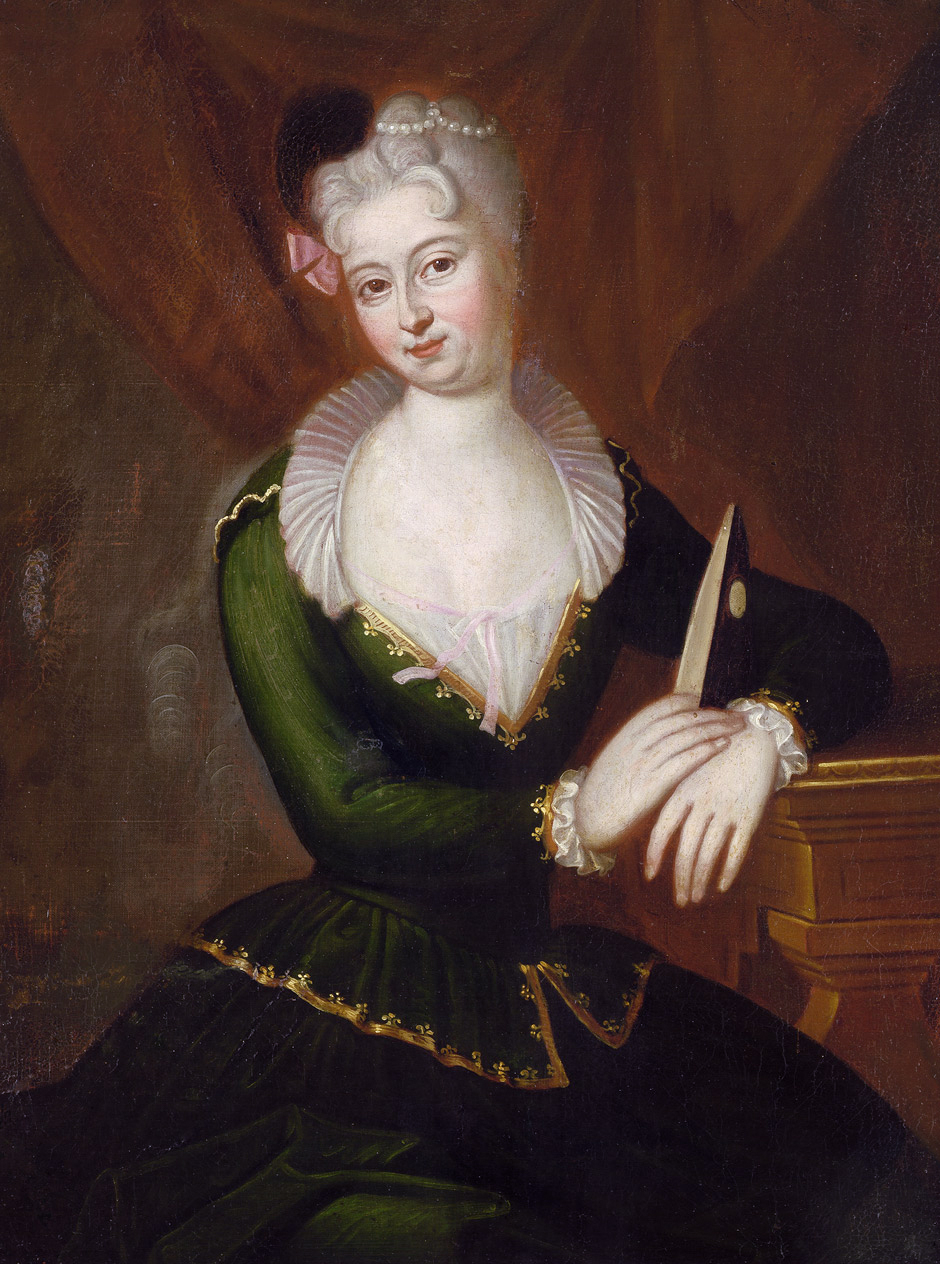
Sophia Susanna Charlotte, épouse du général Dubislav Friedrich von Platen (vers 1750)

Dans la guerre de Succession de Bavière, il commande un corps dans l'armée du prince Henri, avec lequel il avance via Peterswalde, Leitmeritz et Budin jusqu'à près de Prague. En septembre 1786, Platen est fait chevalier de l'ordre de l'Aigle noir par le roi Frédéric-Guillaume II. Le roi lui-même lui remet la plus haute distinction prussienne en ces termes : "C'est trop tard, mais je sais apprécier les mérites". En même temps, le roi le nomme gouverneur de Königsberg, une fonction que von Platen ne voulait pas, mais que le roi le persuade d'accepter.
Le 20 mai 1787, il devient encore général de cavalerie et meurt peu après, le 7 juin 1787.
Le prince Henri de Prusse lui dédie une plaque sur son obélisque de Rheinsberg vers 1790. Son nom est également immortalisé sur l'une des plaques de la statue équestre de Frédéric le Grand (1851).

## Famille
Il est marié à Sophia Susanna Charlotte von Cocceji (de). Elle est la fille du ministre prussien Samuel von Cocceji. Un fils et une fille (devenant comtesse von Finkenstein) lui survivent.